# Iván Barton
Iván Arcides Barton Cisneros (Santa Ana, 27 januari 1991) is een Salvadoraans voetbalscheidsrechter. Hij is in dienst van FIFA en CONCACAF sinds 2019. Ook leidt hij wedstrijden in de Primera División.
Op 20 februari 2019 leidde Barton zijn eerste wedstrijd in internationaal verband tijdens een duel tussen Independiente de La Chorrera en Toronto in de CONCACAF Champions League; het eindigde in 4–0 en de scheidsrechter gaf acht gele kaarten. Op 17 oktober 2018 leidde de Salvadoraan zijn eerste interland, toen de Verenigde Staten met 1–1 gelijkspeelden tegen Peru. Tijdens dit duel gaf de leidsman tweemaal de gele kaart.
In mei 2022 werd hij gekozen als een van de scheidsrechters die actief zouden zijn op het WK 2022 in Qatar.

## Interlands
| Datum             | Plaats                            | Wedstrijd                      | Uitslag | Competitie                 | Kreeg geel | Kreeg voor de tweede keer geel en dus rood | Weggestuurd |
| ----------------- | --------------------------------- | ------------------------------ | ------- | -------------------------- | ---------- | ------------------------------------------ | ----------- |
| 17 oktober 2018   | East Hartford, Verenigde Staten   | Verenigde Staten – Peru        | 1 – 1   | Vriendschappelijk          | 2          | 0                                          | 0           |
| 19 juni 2019      | Saint Paul, Verenigde Staten      | Verenigde Staten – Guyana      | 4 – 0   | Gold Cup 2019              | 0          | 0                                          | 0           |
| 24 juni 2019      | Charlotte, Verenigde Staten       | Martinique – Mexico            | 2 – 3   | Gold Cup 2019              | 4          | 0                                          | 0           |
| 4 juli 2019       | Nashville, Verenigde Staten       | Jamaica – Verenigde Staten     | 1 – 3   | Gold Cup 2019              | 5          | 0                                          | 0           |
| 16 oktober 2019   | Mexico-Stad, Mexico               | Mexico – Panama                | 3 – 1   | Nations League 2019/20     | 3          | 0                                          | 0           |
| 7 juli 2021       | Fort Lauderdale, Verenigde Staten | Haïti – Bermuda                | 4 – 1   | Gold Cup 2021 kwalificatie | 4          | 0                                          | 0           |
| 12 juli 2021      | Kansas City, Verenigde Staten     | Canada – Martinique            | 4 – 1   | Gold Cup 2021              | 9          | 0                                          | 0           |
| 3 september 2021  | Panama-Stad, Panama               | Panama – Costa Rica            | 0 – 0   | WK 2022 kwalificatie       | 2          | 0                                          | 0           |
| 13 november 2021  | Cincinnati, Verenigde Staten      | Verenigde Staten – Mexico      | 2 – 0   | WK 2022 kwalificatie       | 5          | 1                                          | 0           |
| 12 juni 2022      | Torreón, Mexico                   | Mexico – Suriname              | 3 – 0   | Nations League 2022/23     | 4          | 0                                          | 0           |
| 23 november 2022  | Ar Rayyan, Qatar                  | Duitsland – Japan              | 1 – 2   | WK 2022                    | 0          | 0                                          | 0           |
| 28 november 2022  | Doha, Qatar                       | Brazilië – Zwitserland         | 1 – 0   | WK 2022                    | 2          | 0                                          | 0           |
| 4 december 2022   | Al Khawr, Qatar                   | Engeland – Senegal             | 3 – 0   | WK 2022                    | 1          | 0                                          | 0           |
| 29 maart 2023     | Toronto, Canada                   | Canada – Honduras              | 4 – 1   | Nations League 2022/23     | 2          | 0                                          | 0           |
| 16 juni 2023      | Paradise, Verenigde Staten        | Verenigde Staten – Mexico      | 3 – 0   | Nations League 2022/23     | 8          | 0                                          | 4           |
| 2 juli 2023       | Houston, Verenigde Staten         | Cuba – Guatemala               | 1 – 4   | Gold Cup 2023              | 4          | 0                                          | 1           |
| 13 september 2023 | Tegucigalpa, Honduras             | Honduras – Grenada             | 4 – 0   | Nations League 2023/24     | 1          | 0                                          | 0           |
| 14 oktober 2023   | Port of Spain, Trinidad en Tobago | Trinidad en Tobago – Guatemala | 3 – 2   | Nations League 2023/24     | 7          | 0                                          | 0           |
| 22 november 2023  | Mexico-Stad, Mexico               | Mexico – Honduras              | 4 – 2   | Nations League 2023/24     | 8          | 0                                          | 2           |
| 6 juni 2024       | Willemstad, Curaçao               | Curaçao – Barbados             | 4 – 1   | WK 2026 kwalificatie       | 3          | 0                                          | 0           |
| 28 juni 2024      | Atlanta, Verenigde Staten         | Panama – Verenigde Staten      | 2 – 1   | Copa América 2024          | 5          | 0                                          | 2           |
| 15 oktober 2024   | Managua, Nicaragua                | Nicaragua – Frans-Guyana       | 3 – 2   | Nations League 2024/25     | 7          | 1                                          | 0           |
| 22 november 2023  | Santa Clara, Cuba                 | Cuba – Saint Kitts en Nevis    | 4 – 0   | Nations League 2024/25     | 6          | 0                                          | 1           |

Laatst bijgewerkt op 27 november 2024.